# Мртва вакцина
Мртва вакцина или инактивисана вакцина (енгл. killed vaccines) у себи садржи целе микроорганизме који су убијени (инактивисани) хемијским путем (нпр. формалдехидом) или високом температуром, при чему су у вакцини сачуване антигенске особине и имуногеност.

## Намена
Инактивисана (мртва) вакцина најчешће се користе за оне болести чији изазивачи при изради вакцине не могу успешно да се атенуишу (савременим начинин израде вакцине којисе данас заснива на генетској манипулацији патогена са намером да се код њих изазову мутације гена за битне факторе вируленције).

## Карактеристике
Инактивисане вакцине су стабилне и безбедне (изузев код људи који су алергични на поједине компоненте вакцине, (нпр јаја), мада је у пракси тенденција да се ове вакцине, због ретких озбиљнијих нежељених дејстава, замењују субјединичним вакцинама (када оне постоје).
Инактивисане вакцине су мање имуногене од живих вакцина и индукују превасходно продукцију антитела, па се због тога увек дају у већем броју доза (применом честих ревакцинација) заједно са адјувансом.

## Врсте
Инактивисане вакцине према микроорганизмима из којих су изведене могу бити бактеријске и вирусне:
Бактеријске вакцине
У ову групу спадају вакцине против:
- великог кашља (пертусиса),
- тифуса,
- колере,
- куге.[4]

Вирусне вакцине
Ове вакцине намењене су против:
- полиомијелитиса (инактивисана Салк вакцина),
- инфлуенце (грипа) итд.[4]
- ковида 19
- хепатитиса тип А
- беснила
- енцефалитиса

## Контраиндикације
Имунизација против заразних болести не може се спроводити код лица код којих постоје контраиндикације, све док оне постоје.
Контраиндикације за имунизацију појединих лица против заразних болести могу бити опште и посебне, а по трајању – привремене или трајне.

### Опште контраиндикације
Опште контраиндикације за активну имунизацију су:
- акутне болести;
- фебрилна стања;
- анафилаксија на компоненте вакцине;
- теже нежељене реакције на претходну дозу вакцине.
- трудноћа.

### Посебне контраиндикације
Посебне контраиндикације за активну имунизацију наведене су уз сваку имунизацију посебно, и оне могу бити привремене и трајне.
Привремене контраиндикације
Привремену контраиндикацију за имунизацију против одређене заразне болести утврђује доктор медицине који спроводи имунизацију, односно под чијим се надзором она спроводи, прегледом лица која се имунизују и увидом у здравствену документацију тих лица.
Трајне контраиндикације
Трајне контраиндикације за примену одређене вакцине код појединих лица одређује Стручни тим за контраиндикације на захтев доктора медицине који спроводи имунизацију.